# Éprouvette graduée

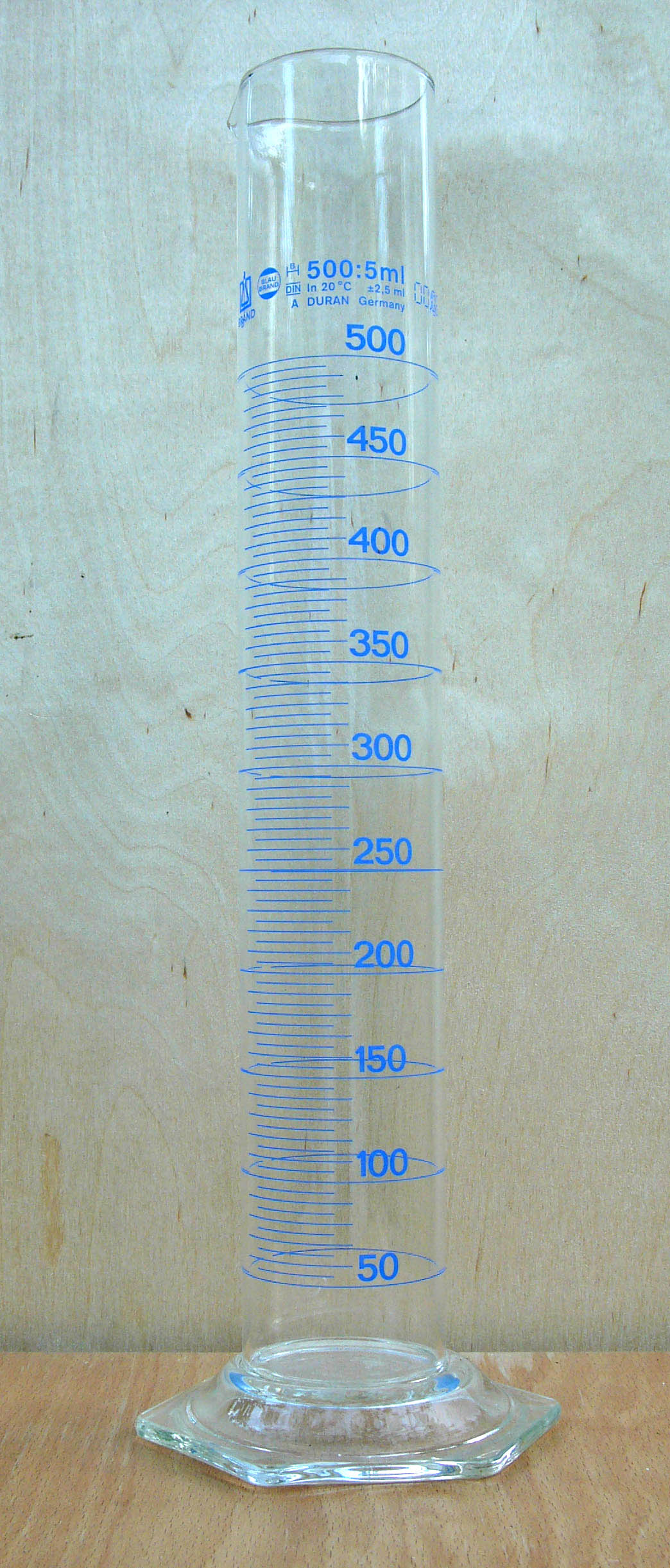

 (mars 2021).
Si vous disposez d'ouvrages ou d'articles de référence ou si vous connaissez des sites web de qualité traitant du thème abordé ici, merci de compléter l'article en donnant les références utiles à sa vérifiabilité et en les liant à la section « Notes et références ».
L'éprouvette graduée est un récipient utilisé en laboratoire pour mesurer des volumes des liquides. On l'appelle parfois cylindre gradué, terme principal couramment utilisé au Canada francophone et en Suisse.

## Constitution
L'éprouvette graduée est constituée d'un cylindre vertical gradué, ouvert en haut et généralement muni d'un bec verseur, fermé en bas et reposant sur un pied pour assurer sa stabilité. 
Il existe des éprouvettes graduées rétrécies dans leur partie supérieure (sans bec verseur) et munies d'un rodage ou d'un pas de vis pour recevoir un bouchon.
Une éprouvette est généralement en verre (souvent borosilicaté tel le Pyrex) ou en matière plastique (polypropylène (PP), styrène acrylonitrile (SAN), polyméthylpentène (PMP) (ou TPX), etc.).
Le pied peut être solidaire de la partie cylindrique (photo de gauche), ou amovible (photo de droite).
Les capacités usuelles sont de 5 ml à 2 l.

## Utilisation

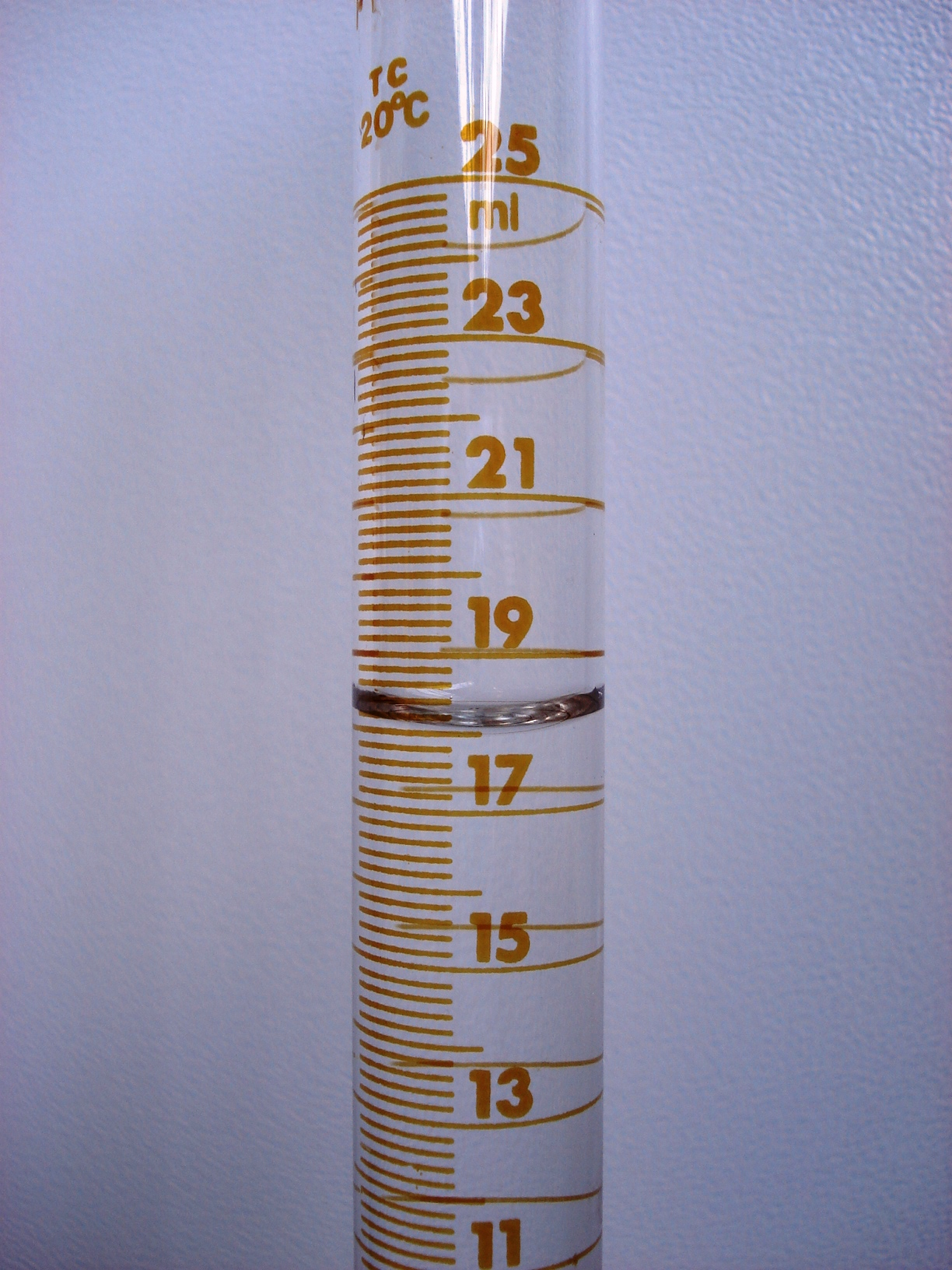
En bas du ménisque on lit 18 ml.

L'éprouvette graduée fait partie de la verrerie volumétrique peu précise, c’est-à-dire qu'elle est utilisée pour mesurer des volumes de liquides ou de gaz mais avec une précision moins importante que la verrerie jaugée ou verrerie volumétrique de précision. Sa précision, ou tolérance, dépend de sa classe.
Pour lire le volume de liquide, il faut poser l'éprouvette sur un support horizontal et placer l'œil au niveau de la graduation. La lecture se fait à la base du ménisque.

## Cylindre gradué
Au Canada et en Suisse, ce récipient peut être désigné par le terme « cylindre gradué ».